# Amon Amarth
Amon Amarth — шведський метал-гурт з Тумби, що виконує музику в жанрі мелодійний дез-метал. Назва гурту означає «Фатальна гора» на сіндаріні, ельфійською мовою, і відсилає до гори Ородруін з «Володаря перснів». Основною тематикою гурту є германо-скандинавська міфологія.

## Історія
До першого складу Amon Amarth увійшли вокаліст Йоган, гітаристи Андерс і Олаві, ударник Ніко і басист Тед. Музиканти почали свою діяльність з написання матеріалу з великою кількістю мелодій і гармоній, а також з текстами про вікінгів і скандинавських богів. Влітку 1993-го команда вирушила в Lagret Studio і спробувала записати перше демо, «Thor Arise». Проте якість була огидною, і плівку не стали випускати у світ. Amon Amarth продовжили репетиції і паралельно готували новий матеріал.
Другий візит в студію виявився більш вдалим. Демо «The Arrival Of The Fimbul Winter» розійшлося досить швидко і призвело до укладення контракту з сінгапурським лейблом Pulverised Records. Музиканти порахували, що для початку достатньо буде максі-синглу і вирушили до очільника Hypocrisy Петеру Тегтгрену в його Abyss Studio. За кілька листопадових днів 1995 Amon Amarth записали п'ять треків, причому три з них були новими, а два — з другої демки. «Sorrow Throughout The Nine Worlds», що вийшов у квітні 1996-го був радо зустрінутий шанувальниками важкої музики. Пару місяців по тому Ніко за ударними змінив Мартін Лопез, а тим часом навколо Amon Amarth заметушилися солідні лейбли. Трохи подумавши, музиканти зупинили свій вибір на Metal Blade і березні 1997-го знову засіли в тегтгренівській студії. Результатом сесій став альбом «Once Sent From The Golden Hall», що представив колектив як одного з сильних представників шведської дезовий сцени. Коли запис була закінчена, команду покинув Андерс Ханссон. Однак через місяць в Amon Amarth мало відбутися перше «бойове» турне в компанії з Deicide, Six Feet Under і Brutal Truth, і тому на посаду гітариста в спішному порядку прийняли Йогана Содерберґа. Гастролі пройшли цілком пристойно, а на початку 1999-го гурт знову з'явився в студії Abyss. Там музиканти створили сім композицій, зроблених на межі деза і блеку та об'єднаних під назвою «The Avenger». Викинувши альбом на продаж, Amon Amarth вирушили на гастролі, очолювані колегами з Morbid Angel. Після невеликої перерви банда в черговий раз звернулася до Abyss Studios і створила найбрутальніший на той момент альбом у своїй дискографії, «The Crusher». Цей диск надав гурту ширші гастрольні можливості, адже за допомогою нього Amon Amarth перейшли в розряд хедлайнерів. Свій перший тур в новій якості команда провела на території Данії та Німеччини за підтримки Purgatory і Seirim. Потім була участь в No Mercy Festivals, а у 2002-му колектив здійснив успішну вилазку в Штати. Повернення до Європи було ознаменовано глобальним туром, апогеєм якого стала поява гурту на фестивалі в Вакені. На гастролях музиканти не втрачали часу дарма і підготували новий матеріал. У серпні 2002-го вони розпочали запис чергового альбому, але цього разу сесії проходили в Berno studio в Мальме. Як тільки нове творіння («Versus The World») побачило світ, гурт знову занурився в гастрольну діяльність, перервану потім у травні 2004-го. Але ця перерва потрібен був лише для того, щоб зібратися в Berno і порадувати фанів черговим шедевром. 25 вересня 2006-го на Metal Blade Records вийшов шостий альбом Amon Amarth під назвою «With Oden On Our Side». Альбом був записаний в місцевій студії Fascination Street з продюсером Jens Bogren. До 2007 року гурт випустив шість повноцінних альбомів і завоювала широку популярність серед шанувальників дез-металу. У липні 2008 року Amon Amarth, завершують роботу над новим студійним альбомом під назвою Twilight of the Thunder God, який був записаний в студії Fascination Street (Еребру, Швеція), і містить "10 треків грізного бойового металу в стилі Amon Amarth, багатого масивними риффами і запеклою перкусією, що забезпечує монолітну основу для реву вокаліста Йогана Геґґа і текстів, наповнених нордичною міфологією "говориться в прес-релізі. Відомі своїм умінням комбінувати основні елементи деза, блеку і пауер-метала, щоб створювати «наповнений фентезійними сюжетами звуковий хаос». Amon Amarth перевершили свої попередні роботи диском «Twilight of the Thunder God», створивши альбом, який поставив гурт в один ряд з представниками метал-еліти. Цей альбом був відзначений появою декількох іменитих гостей, включаючи вокаліста Entombed Ларс-Горан Петрова (на «Guardians of Asgaard»), гітариста Children Of Bodom Роопе Латвала (він зіграв запекле соло на треку «Twilight of the Thunder God»), а також музикантів з фінського гурту Apocalyptica (на «Live For The Kill»). Альбом вийшов 17 вересня в на Metal Blade Records. Після успіху альбому Twilight of the Thunder God, Amon Amarth перевидають свої ранні альбоми. Першим був перевиданий альбом Once Sent From A Golden Hall. Він з'явився в продажу 7 лютого 2009 року в Німеччині, Австрії, Швейцарії та Італії, а 2 березня по всій Європі у форматі подвійного діджіпака. Слідом, 22 травня 2009 року в Німеччині, 25 травня в Європі, у вигляді подвійного діджіпака перевидається The Avenger. 1 вересня в Європі на лейблі Metal Blade Records вийшло подарункове перевидання альбому The Crusher. Свій восьмий студійний альбом Amon Amarth вирішили назвати Surtur Rising. Також як і попередній альбом, Surtur Rising був записаний в студії Fascination Street в Еребру, за винятком барабанів, запис яких проходила в студії Park в Стокгольмі. Альбом названий на честь Суртура, вогняного велетня і владики Муспельгейму (вогненної землі), найстарішого з живих істот в дев'яти світах у північній міфології. Surtur Rising вийшов 25 березня 2011 в Німеччині, Австралії, Швейцарії, 28 березня в інших країнах Європи, 29 березня в США.
У 2013 році гурт випустив свій новий альбом Deciever of the Gods, який він представив на концерті в Бостоні у липні 2013.
25 березня 2016 року Amon Amarth випустили альбом Jomsviking, продюсером якого став Енді Сніп.

## Музика
Музику Amon Amarth складає поєднання гроулінгу з використанням подвійної бас-бочки, «важкими» мелодіями і епічними текстами.

## Склад

### Теперішні учасники
- Йоган Геґґ (Johan Hegg) — вокал (з 1992 по наш час)
- Йоган Содерберґ (Johan Söderberg) — гітара (з 1998 по наш час)
- Олаві Мікконен (Olavi Mikkonen) — гітара (з 1992 по наш час)
- Тед Лундстрьом (Ted Lundström) — бас-гітара (з 1992 по наш час)
- Йоке Валлґрен (Jocke Wallgren) — ударні (з 2016)

### Колишні учасники
- Фредрік Андерссон (Fredrik Andersson) — ударні (з 1998 по 2015)
- Мартін Лопез (Martin Lopez) — ударні (з 1996 по 1998)
- Андерс Ганссон (Anders Hansson) — гітара (з 1992 по 1998)
- Ніко Каукінен (Nico Kaukinen) — ударні (з 1992 по 1996)

## Дискографія

### Демо
- Thor Arise (1993)

### Міні-альбоми
- The Arrival of the Fimbul Winter (1994)
- Sorrow Throughout the Nine Worlds (1996)

### Студійні альбоми
- Once Sent from the Golden Hall (1998)
- The Avenger (1999)
- The Crusher (2001)
- Versus the World (2002)
- Fate of Norns (2004)
- With Oden on Our Side (2006)
- Twilight of the Thunder God (2008)
- Surtur Rising (2011)
- Deceiver of the Gods (2013)
- Jomsviking (2016)
- Berserker (2019)
- The Great Heathen Army (2022)

### Компіляції
- Hymns To The Rising Sun (2010)